# Joseph Hooton Taylor
Joseph Hooton Taylor (* 29. března 1941 Filadelfie) je americký radioastronom.

## Život
V roce 1974 spolu s R. A. Hulsem objevil pomocí obřího 305 m radioteleskopu v Arecibu v Portoriku první radiový pulsar v dvojhvězdě. V roce 1992 obdržel Wolfovu cenu za fyziku a roku 1993 mu byla společně s Hulsem udělena Nobelova cena za fyziku.